# Raumanga Waterfall
Der Raumanga Waterfall ist ein mehrstufiger Wasserfall in Whangārei auf der Nordinsel Neuseelands. Er liegt im Lauf des Raumanga Stream in einem Naherholungsgebiet südwestlich des Stadtzentrums. Seine Fallhöhe beträgt rund 15 Meter.
Vom New Zealand State Highway 1 zweigt in Whangarei die Raumanga Valley Road in westlicher Richtung ab, die nach etwa 1,2 Kilometern zum Eingang des Tarewa Park führt. Von hier leitet ein Wanderweg in weniger als fünf Gehminuten zum Wasserfall.